# فرودگاه گلاسترشر
فرودگاه گلاسترشایر (به انگلیسی: Gloucestershire Airport) (به زبان بومی: Gloucester M5 Airport) یک فرودگاه همگانی و نظامی حمل و نقل با کد یاتا GLO است که یک باند فرود آسفالت دارد و طول باند آن ۹۸۸ متر است. این فرودگاه در شهر گلاسترشایر کشور انگلستان قرار دارد و در ارتفاع ۳۱ متری از سطح دریا واقع شده‌است.